# Amejva obecná
Amejva obecná (Ameiva ameiva) je ještěr z čeledi tejovitých. Obývá tropické oblasti Střední a Jižní Ameriky od Kostariky po severní Argentinu, vyskytuje se také na některých ostrovech v Karibském moři. V horách vystupuje do nadmořské výšky 1400 m. Po druhé světové válce byla amejva obecná introdukována na Floridu. Bývá rovněž chována v teráriích.
Dosahuje délky 40–50 cm včetně ocasu, rekordní jedinec měřil 64 cm. Váží okolo 60 gramů. Samci bývají větší než samice. Má zelenohnědé zbarvení s černými, žlutými a namodralými skvrnami, které jí umožňuje splynout s hlínou a listím.
Žijí v savanách a na okrajích druhotných lesů a vyhrabávají si podzemní nory. Dokáží se přizpůsobit také kulturní krajině. Jsou aktivní po celý den a vyhledávají dobře osluněná místa. Hbitě pobíhají v podrostu a pátrají po potravě, kterou tvoří převážně členovci, příležitostně uloví také menší žáby nebo ještěrky. Jsou samotářským druhem.
Samice klade tři až devět vajec a mívá dvě snůšky do roka. Inkubace trvá okolo pěti měsíců.

## Poddruhy
- Ameiva ameiva ameiva (Linnaeus, 1758)
- Ameiva ameiva fischeri Peters et al., 1970
- Ameiva ameiva fulginosa Cope, 1862
- Ameiva ameiva laeta Cope, 1862
- Ameiva ameiva melanocephala Barbour & Noble, 1915
- Ameiva ameiva ornata Müller & Hellmich, 1940
- Ameiva ameiva petersi Cope, 1868
- Ameiva ameiva tobagana (Cope, 1879)
- Ameiva ameiva vogli Müller, 1929